# Encyclia asperula
Encyclia asperula är en orkidéart som beskrevs av Robert Louis Dressler och Glenn E. Pollard. Encyclia asperula ingår i släktet Encyclia och familjen orkidéer. Inga underarter finns listade i Catalogue of Life.